# Boros Rezső
Boros Rezső (Sobor, 1925. január 2. – Budapest, 1968. december 6.) kertészmérnök, egyetemi tanár, a mezőgazdasági tudományok kandidátusa (1964).

## Életrajza
Boros Sándor és Kovács Borbála fia. Középiskolai tanulmányait Pápán kezdte, 1949-ben szakérettségivel fejezte be, majd a Kertészeti és Szőlészeti Főiskolán végzett. 1953–1956 között a Begyűjtési Minisztérium mezőgazdasági osztályán dolgozott, majd 1959-ben a Kertészeti és Szőlészeti Főiskola gyümölcstermesztési tanszékén lett egyetemi adjunktus. 1964-től egyetemi docens és a tanszék vezetője, 1968-tól egyetemi tanár és a Kertészeti Egyetem oktatási rektorhelyettese volt.
Házastársa Török Anna volt, akivel 1952-ben a Ferencvárosban kötött házasságot.

## Munkássága
A gyümölcsfajták táplálkozás-élettani és tápanyag- utánpótlási problémáival foglalkozott, különös tekintettel a szüret optimális időpontjára és a télialma és körte hűtött tárolására. Nevéhez fűződik a termelőüzemi hűtött gyümölcstárolás hazai megindítása.
Az MTA Kertészeti Bizottságának titkára, az Agrártudományi Egyesület Gyümölcstermesztési Szakosztályának vezetőségi tagja volt.
Több mint 40 közleménye jelent meg. Munkásságát Entz Ferenc-emlékéremmel ismerték el.

## Főbb munkái
- The problems of the nutrient supply and tilth of the orchards (Budapest, 1964)
- Gyümölcstermesztés (I-II., egyetemi jegyzet Gyuró Ferenccel, Kovács Sándorral, Budapest, 1965)
- Gyümölcstárolás, (Budapest, 1970)